# Daniel de Rampalle
Daniel de Rampalle (* 1603 in Sisteron; † 1660) war ein französischer Dramatiker und Übersetzer.

## Leben und Werk
Daniel de Rampalle war vor allem bekannt für sein ab 1630 im  Hôtel de Bourgogne erfolgreiches Theaterstück La Bélinde (und die darin vorkommenden Vertauschungen der Frauen- und Männerrollen). Darüber hinaus übersetzte und adaptierte er aus dem Italienischen und Spanischen. Nicolas Boileau bezeugte in der Art poétique (IV, 35), dass man 1674 seine Werke nicht mehr las.

## Werke
- La Bélinde, tragicomédie, où parmy le meslange agréable de diverses variétéz, deux princesses arrivent au comble de leurs désirs. Pierre Drobet, Lyon 1630.
- L’Hermaphrodite. Poeme. Où l’evenement d’une fable commune est descrit avec tous les ornemens de la poësie. Imité du Prety. Rocolet, Paris 1639. (nach Girolamo Preti, 1582–1626)
- Europe ravie, idile du sieur de Rampalle. Imité du Cavalier marin. P. Rocolet, Paris 1641. (nach Giambattista Marino)
- L’erreur combattüe, discours académique, où il est curieusement prouvé que le monde ne va point de mal en pis. A. Courbé, Paris 1641. (nach L’Hoggidi von Secondo Lancellotti)
- Le Despart funeste. Idile du sieur de Rampalle. Antoine de Sommaville, Paris 1642.
- Les nouvelles de Montalvan traduites d’espagnol par le Sr de Rampalle.  P. Rocolet, Paris 1644. (nach Juan Pérez de Montalván, 1602–1638)
- Les idiles du Sr de Rampalle où sont contenues La nymphe Salmacis, le Funeste despart, Europe ravie, le Soleil amoureux, la Lune amante, l’Esclave généreuse. P. Rocolet, Paris 1648.
- La Chiromancie naturelle de Ronphile. A. Jullieron, Lyon 1653. E. Pepingué, Paris 1655, 1665. Antoine Jullieron, Lyon 1666. Lemonnier, Paris 1671.